# Perthshire
Le Perthshire est un ancien comté du centre de l'Écosse, dont la capitale était Perth. Il a depuis été intégré à la région de Perth and Kinross, en vertu du Local Government etc. (Scotland) Act 1994.